# Ranhojič (film)
Ranhojič (v originále Der Medicus / The Physician) je německý dobrodružný a historický film z roku 2013. Scénář Jana Bergra vznikl podle stejnojmenné knihy Noaha Gordona, film režíroval Philipp Stölzl. 
Odehrává se v 1. pol. 11. stol. a vypráví příběh mladého anglického ranhojiče Roba, který se vydá do Persie, aby se zde stal lékařem a získal znalosti, jež mu raně středověká Anglie nemůže nabídnout. 
Jedná se o výpravný snímek, v němž je z vizuálního hlediska dobře vykreslen středověk a který je kritiky i diváky hodnocen jako nadprůměrný.

## Obsazení
| Tom Payne (dabing Jan Škvor)              | Rob Cole/Jesse Ben Benjamin |
| Adam Thomas Wright (dabing David Mudra)   | malý Rob Cole               |
| Stellan Skarsgård (dabing Marcel Vašinka) | bradýř                      |
| Ben Kingsley (dabing Pavel Soukup)        | Ibn Síná                    |
| Emma Rigby (dabing Klára Sochorová)       | Rebeka                      |
| Olivier Martinez (dabing Pavel Vondra)    | šáh Ala ad-Daula            |
| Michael Marcus (dabing Vojtěch Hájek)     | Mirdin                      |
| Elyas M’Barek (dabing Petr Burian)        | Karim                       |
| Makram Khoury (dabing Zdeněk Maryška)     | Imam                        |
| Stanley Townsend (dabing Otto Rošetzký)   | Bar Kappara                 |

## Děj
Anglie, 11. století. Malému horníkovi Robu Coleovi zemře matka na postranní nemoc (zánět slepého střeva) a je ponechán svému osudu. Podaří se mu obměkčit potulného ranhojiče (nebo také bradýře) a ten ho vezme s sebou na cesty po Anglii, během nichž léčí lidi, ale také prodává amulety a lektvary. Rob se po jeho boku postupně učí ranhojičským dovednostem. Uvědomuje si také, že je obdařen zvláštní schopností intuitivně rozpoznat dříve než kdokoli jiný, že člověk, kterého se právě dotýká, bez pomoci brzo zemře. Když dospěje, dozví se od Židů o Ibn Sínovi, věhlasném perském lékaři. Uvědomí si, že znalosti jeho druha jsou omezené a vydá se na cestu do Orientu, aby se zde setkal s Ibn Sínou a stal se skutečným lékařem. Po cestě, během níž se začne vydávat za Žida, se seznámí s milou židovskou dívkou Rebekou, která se jede do Persie provdat. Přes určité problémy je se štěstím přijat mezi Ibn Sínovy žáky, studuje medicínu a je nadšen rozsáhlými znalostmi svého učitele. Během plnění svých lékařských povinností se seznámí s vládcem země, šáhem Ala ad-Daulaem. Po čase zachvátí město, kde Rob nyní žije mor. Díky jeho bystrosti se mu ale spolu s Ibn Sínou a ostatními studenty podaří obětavým přístupem uchránit město od nejhoršího. Během morové rány léčí i Rebeku, se kterou poté tajně naváže vztah. Více se sblíží i se šáhem. Aby rozšířil své znalosti, rozhodne se pro tehdy zakázanou pitvu zemřelého pacienta, vyznávajícího zoroastrismus To se mu ale stane málem osudné, zemi totiž svírají vnitřní rozbroje a existuje zde fundamentalistická skupina muslimů, která si přeje odchod Židů a kvůli získání moci se spojí s nepřátelskými Seldžuky. Rob je při pitvě příslušníkem protižidovské skupiny přistižen, a aby se demonstrovala nebezpečnost Židů, má být spolu s Ibn Sínou (jež je fundamentalisty nenáviděn jako symbol pokroku) exemplárně popraven. Osvobodí je vojáci šáha, který potřebuje, aby mu zachránili život vykonáním tehdy velice riskantní operace slepého střeva, kterou měli navíc oba provádět poprvé. Operace se podaří, ale před městem již stojí Seldžukové s velkou armádou. Šáh umožní útěk Roba, Rebeky (jejíž manžel zahyne při protižidovských nepokojích) a ostatních Židů z města a pak se vrhne do předem ztracené bitvy. Rob se spolu s Rebekou vrátí do Anglie, kde založí lazaret.